# Apach
Apach (luxemburgisch Opéch) ist eine französische Gemeinde mit 1072 Einwohnern (Stand 1. Januar 2022) im Département Moselle in der Region Grand Est (bis 2015 Lothringen). Sie gehört zum Arrondissement Thionville.

## Geografie
Die Gemeinde Apach liegt an der Mosel im Dreiländereck Deutschland-Frankreich-Luxemburg.
Die angrenzenden Gemeinden sind Perl (Deutschland) im Norden, Merschweiller im Osten, Kirsch-lès-Sierck im Südosten, Rustroff im Süden, Sierck-les-Bains im Südwesten sowie Schengen (Luxemburg) im Nordwesten.
Zur Gemeinde gehört auch der östlich gelegene Ortsteil Belmach.
Apach ist Standort einer Schleuse der Mosel mit Namen Pierre Ricard. Ein Relief des Pioniers der Moselschifffahrt (1899–1956) schmückt den Schleusenturm (siehe: Staustufe Apach).

## Geschichte
Der Ort wurde 1196 erstmals als Aspach erwähnt. Im Mittelalter gehörte es über Jahrhunderte zur Herrschaft Sierck-Meinsberg in der Grafschaft Lützelburg. Durch die Bestimmungen im Friede von Vincennes kam Sierck „mit seinen dreißig Dörfern“ (dabei auch Apach) 1661 zu Frankreich. Von 1815 bis 1833 war Apach in den Nachbarort Kirsch-lès-Sierck eingemeindet. Nach dem Deutsch-Französischen Krieg 1870/71 kam es durch den Frieden von Frankfurt zum neu gegründeten Deutschen Reich. Nach der deutschen Niederlage im Ersten Weltkrieg kam Apach wie der übrige nordöstliche Teil Lothringens durch den Versailler Vertrag wieder an Frankreich. Französisch war seither alleinige Amtssprache, bis 1940 die Stadt von Truppen des nationalsozialistisch regierten Deutschen Reiches besetzt wurde. Somit wurde Apach faktisch annektiert, wobei es nie zu einer offiziellen Annexion kam. Seit 1945 ist Apach wieder französisch.

### Bevölkerungsentwicklung
| Jahr      | 1962 | 1968 | 1975 | 1982 | 1990 | 1999 | 2007 | 2019 |
| --------- | ---- | ---- | ---- | ---- | ---- | ---- | ---- | ---- |
| Einwohner | 799  | 841  | 848  | 864  | 798  | 813  | 943  | 1070 |

Spitznamen der Einwohner: „Di Opécher Toperten“, „Die Apacher Schlawaken“ (Die Apacher Polen).

## Sprache
Der privat gesprochene Dialekt der Apacher Bevölkerung gehört zum Moselfränkischen. Während in den benachbarten deutschen Regionen dieser Dialekt nach wie vor „lebendig“ gesprochen wird und im benachbarten Luxemburg zur Landessprache ausgebaut wurde, ging er in Frankreich durch das massive Verdrängen aller deutschsprachigen Dialekte in Lothringen (nach 1945 bis Mitte der 1970er-Jahre war es innerhalb der Schulgebäude sogar verboten, sie auch nur untereinander zu sprechen), analog zum alemannischen Dialekt im Elsass, über die Jahrzehnte immer weiter zurück und starb expressis verbis – bis auf die unmittelbaren Grenzregionen, hier wird nach wie vor „über die Grenz geheiratet“ – in der Fläche aus.
Seit etwas mehr als zehn Jahren erleben die Dialekte speziell bei jüngeren Lothringern – als Basis um ein gutes Hochdeutsch zu lernen – jedoch wieder größere Bedeutung vorrangig wegen der wesentlich größeren Chancen der Zweisprachigkeit am deutschen Arbeitsmarkt.
|  |  |  |

## Sehenswürdigkeiten
- Kirche Saint-Donat, 1832 errichtet
- Kapelle Chapelle Notre-Dame-des-Sept-Douleurs aus dem Jahr 1718
- Kapelle Saint-Antoine im Ortsteil Belmach aus dem 18. Jahrhundert
- Apacher Eiffelturm: Der (ohne Sockel) neun Meter hohe Turm wurde 2009 von einem Unternehmer gestiftet. Im Herbst 2011 wurde neben dem Turm ein Freundschaftsbaum gepflanzt und eine Sitzgruppe installiert. Der Apacher Eiffelturm befindet sich am Grenzübergang nach Perl (N 153 / B 419), etwa 400 m von Schengen entfernt.